# Brętowy Młyn

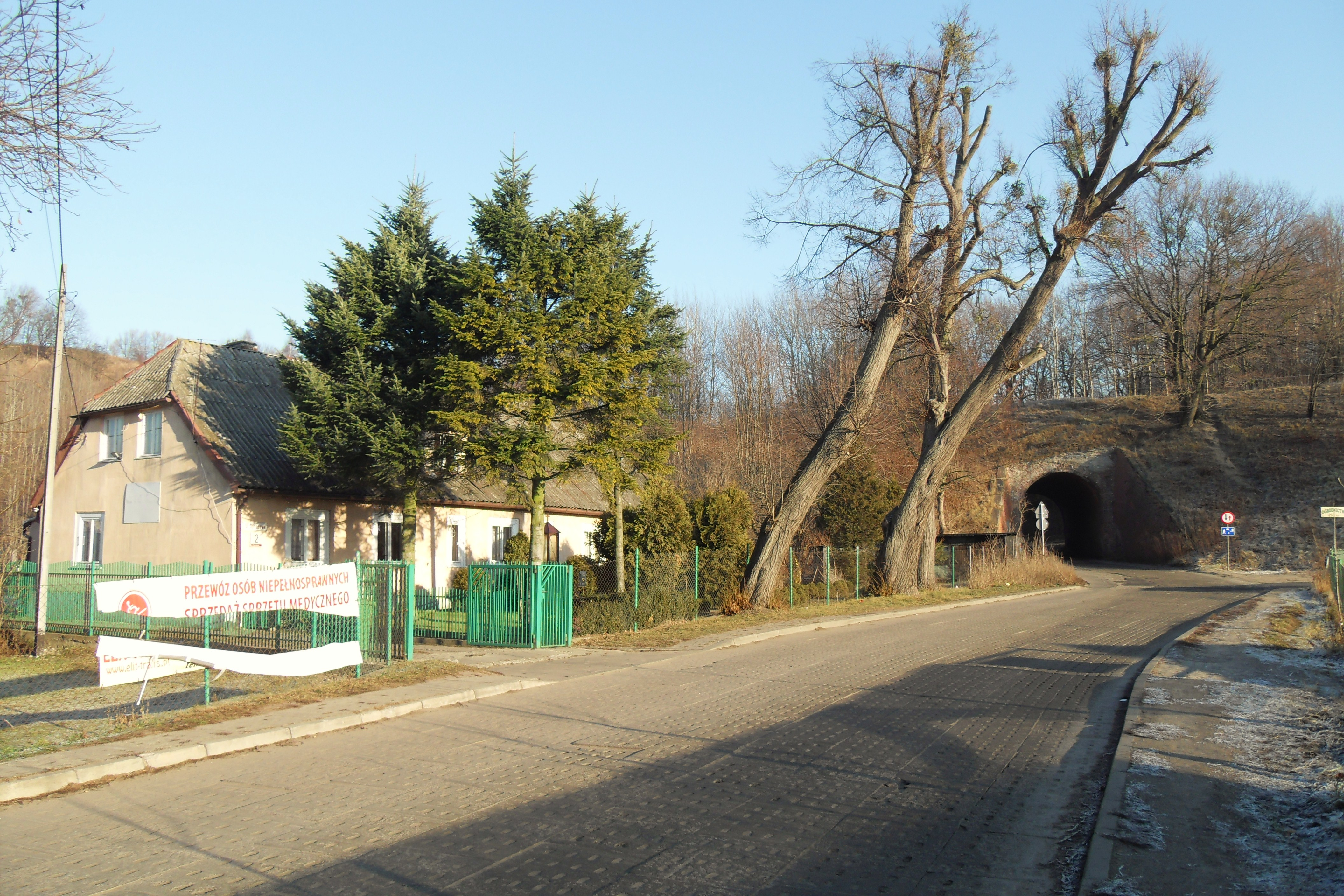
Brętowy Młyn, ul. Ogrodowa i nieistniejący wiadukt dawnej linii kolejowej Wrzeszcz-Kokoszki

Brętowy Młyn (Brętowski Młyn) (kaszb. Brentowsczi Młën, niem. Brentauer Mühle) – osiedle przymłyńskie w Gdańsku, nad Strzyżą. Znajduje się na obszarze dzielnicy Brętowo, w bezpośrednim sąsiedztwie trasy dawnej linii kolejowej Wrzeszcz-Kokoszki, w ciągu ulicy Ogrodowej.

## Historia
Na przestrzeni wieków istniały tu: dwór, kuźnica żelaza, kuźnice miedzi, młyny, karczma, cegielnia, kaszarnia, folusz, browar i gorzelnia.
Zespół Brętowskiego Młyna jest najlepiej zachowanym zespołem młyńskim w dolinie Strzyży. Obiekty mają formy, jakie uzyskały w okresie od końca XVIII do połowy XIX wieku, ale ich pochodzenie i niektóre fragmenty są starsze.